# Feengrotten
Die Feengrotten (meist: Saalfelder Feengrotten) sind ein aus einem stillgelegten Bergwerk entstandenes Schaubergwerk im thüringischen Saalfeld, am Rande des Thüringer Schiefergebirges. Es wurde 1914 eröffnet. Berühmt sind die Feengrotten vor allem für ihre farbigen Tropfsteine.

## Geschichte des Bergwerks

### Alaunschieferbergwerk
Um 1530 begann der aktive Bergbau im Arnsgereuther Tal oberhalb von Garnsdorf und damit auch im Bereich der heutigen Feengrotten. Gesucht wurde eher hochwertiges Erz, gefunden jedoch nur Alaunschiefer, für den es noch keine Verwendung gab. Der planmäßige Abbau begann um 1544. Durch Auslaugung des grauschwarzen Gesteins gewann man unter anderem Alaun zum Gerben von Leder, später grünes und in sehr geringem Umfang blaues Vitriol. 1599 soll es eine erste Siedehütte zur Gewinnung von Alaun und Vitriol gegeben haben.
Erst ab 1757 gelang es, einen über viele Jahrzehnte währenden Grubenbetrieb am Leben zu erhalten. Bis 1760 hielten Johann Ehrenreich Jeremias und Johann Jacob Nolde den Abbau aufrecht. Das Bergwerk, nun „Jeremias Glück“ genannt, kam in den Besitz der Leipziger Kaufmanns- und Bankiersfamilie Frege, die das Bergwerk, das nur im ersten Jahrzehnt Gewinn abwarf, trotz fehlender Rentabilität mangels Alternative bei der Alaun- und Vitriolerzeugung, weiterbetrieb. 1764 wurde eine Vitriolsiedehütte in Betrieb genommen, die bis zum Neubau des Quellenhauses 1927 an gleicher Stelle bestehen blieb. Die beginnende Industrialisierung und die Entwicklung chemischer Produkte mit wesentlich höheren Reinheitsgraden brachten den Abbau um 1850 zum Erliegen. Waldemar von Frege gab das Bergwerk samt Abbaurechten im Jahre 1860 ins Bergfreie.
1867 ließ der Saalfelder Unternehmer August Wohlfarth das Grubenwasser im Langen Stollen, dem damaligen Zugang zur zweiten Sohle, aufstauen, um den darin abgesetzten Eisenocker zum Zwecke der Pigmentfarbenherstellung zu gewinnen. Der Ocker hatte zu wenig Deckkraft und zu viele störende Beimengungen und war Farben der chemischen Industrie unterlegen. 1909 wurde die Ockergewinnung endgültig eingestellt. Otto Wohlfahrt erhielt die Grube als Schenkung von seinem Onkel August Wohlfahrt und strebte eine Nutzung des Grubenwassers für ein Heilbad an.

### Schaubergwerk und Ausflugsziel
Im Jahr 1910 fuhr Wohlfahrt mit einem Dutzend Saalfelder Mediziner, Geologen und anderen Wissenschaftler in die Grube ein. Das mineralhaltige Tropf- und Quellwasser hatte in weniger als 300 Jahren eine faszinierende Tropfsteinwelt geschaffen. Die Idee ein Heilbad zu errichten konnte finanziell nicht umgesetzt werden, sodass Wohlfahrt 1912 die Grube an den Berliner Bankkaufmann Adolf Mützelburg (1870–1931) verkaufen musste. Mützelburg erkannte das Potential und entwickelte die Grube zu einem Schaubergwerk. Am 22. Dezember 1913 entdeckte man die dritte Sohle mit dem „Märchendom“ und dem darin befindlichen berühmten Tropfstein. Dies gab den endgültigen Anstoß dazu, die Feengrotten als Schaubergwerk der Öffentlichkeit zugänglich zu machen. Die Namensgebung Feengrotten, Märchendom, Gralsburg stammt von dem damals deutschlandweit bekannten Geologen Hans Heß von Wichdorff.
Am 31. Mai 1914 wurden die Saalfelder Feengrotten eröffnet. Mit der Eröffnung entstand ein Caféhaus, die „Grottenschenke“. Diese wurde in den 1950er Jahren um einen Anbau in Leichtbauweise erweitert und der Gastraum wurde geschlossen. Im Jahr 1998 erfolgte eine komplette Sanierung des Gebäudes nach historischen Vorlagen im Stil der 1920er Jahre. Seitdem wird die „Grottenschenke“ als Ausflugsgaststätte und für Feierlichkeiten genutzt.
Das Quellenhaus wurde 1927 als Sitz des drei Jahre zuvor gegründeten Quellforschungsinstituts zwecks Untersuchungen der Heilquellen der Saalfelder Feengrotten errichtet. In den Räumen des Quellenhauses waren vorwiegend Forschungslabore untergebracht. Im Kellergeschoss befand sich eine Abfüllanlage für die aus den Feengrotten gewonnenen Heil- und Mineralwässer. Außerdem gab es einen Festsaal, der später zum heutigen „Gasthaus Feengrotten“ umgebaut wurde.

### Saalfelder Feengrotten heute

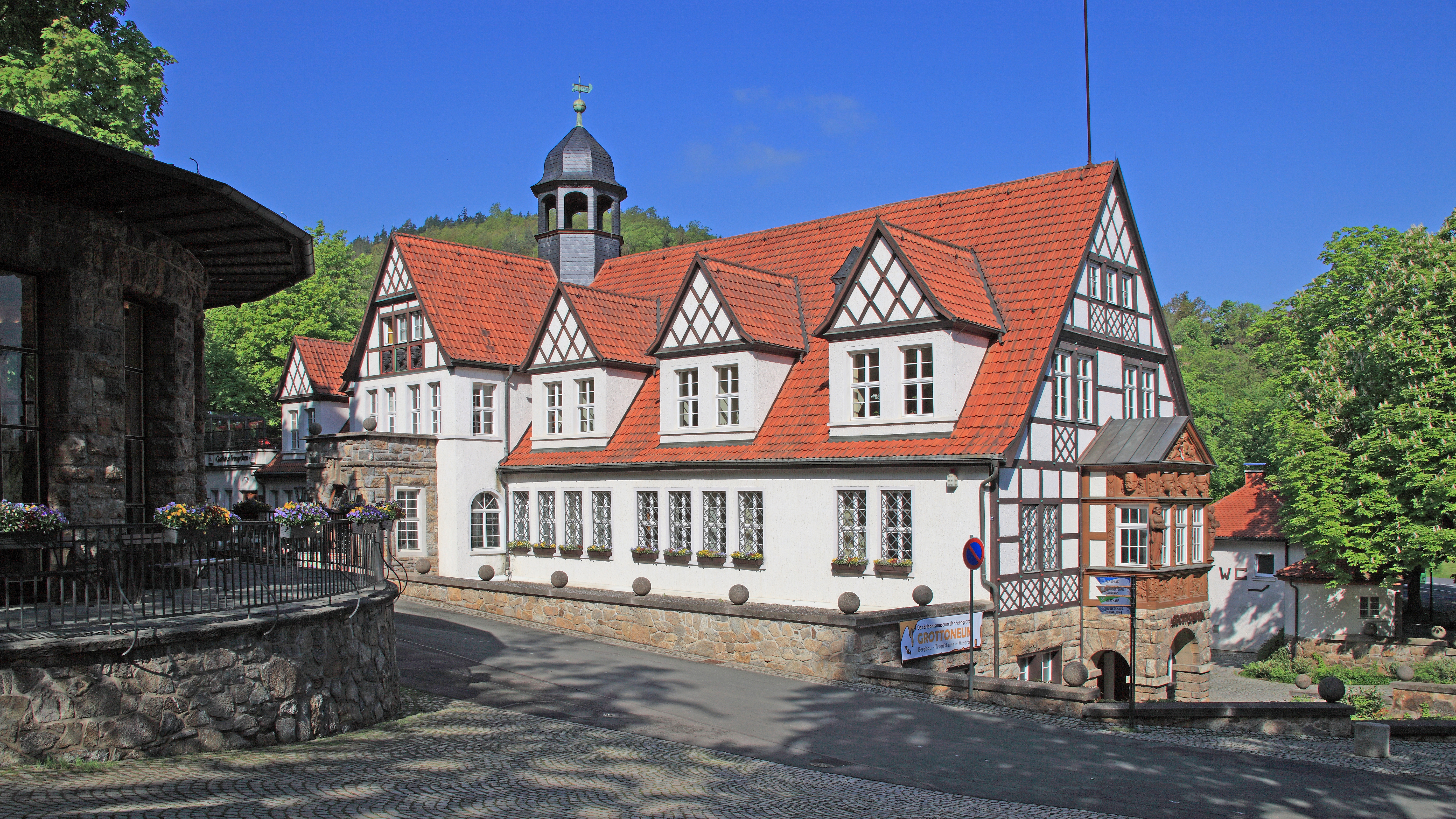
Das Quellenhaus

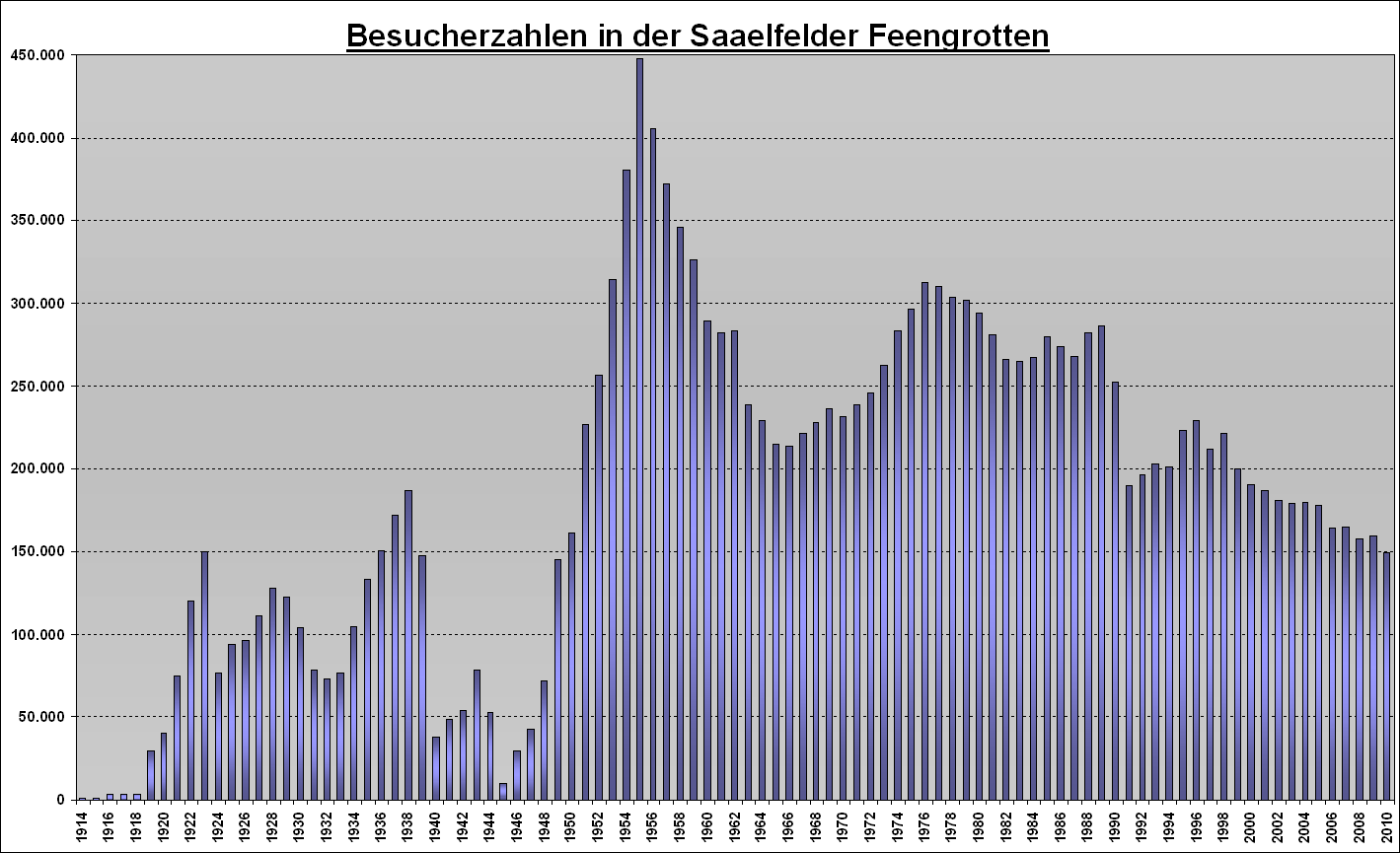
Besucherzahlen 1914–2010

Heute befinden sich im Quellenhaus neben dem Gasthaus die Verwaltung der Saalfelder Feengrotten und Tourismus GmbH, drei Gästezimmer und eine Ferienwohnung. Im Zuge einer Neukonzipierung wurde 2011 das Erlebnismuseum „Grottoneum“ eingerichtet. Das Gasthaus wurde umfassend renoviert. Die Motive der original erhaltenen Glasmosaikscheiben im Treppenhaus des Quellenhauses weisen auf die Bedeutung und Heilkraft der Wässer der Feengrotten hin: Recentis vivum aqua – Erfrischt durch lebendiges Wasser, Salus et vitalis – Wohlergehen und Lebenskraft.
Auf dem Außengelände befinden sich die am 9. Juli 1937 eingeweihte Brunnenhalle, der „Brunnentempel“, Ausschankort der in den Grotten gefassten und zur Aufbereitung nach außen geleiteten Heil- und Mineralwässer, der 1998 restauriert wurde, und ein „Handwerkerhof“. Weiterhin ist auf dem Gelände ein Spiel- und Erlebnisbereich „Feenweltchen“ eingerichtet. Neben den üblichen Führungen durch das Schaubergwerk werden täglich Führungen für Kinder angeboten. Außerdem werden die Feengrotten als Heilstollen zur Speläotherapie als nebenwirkungsfreie Alternative oder Ergänzung zur Schulmedizin bei Erkrankungen der Atemwege wie Asthma und Bronchitis sowie bei Hauterkrankungen und Allergien genutzt. Die Saalfelder Feengrotten sind Mitglied im Deutschen Heilstollenverband.
Seit 1914 haben über 18 Millionen Menschen (Stand: 2016) das Bergwerk besichtigt; darunter bekannte Persönlichkeiten. Der damalige Reichspräsident Friedrich Ebert besichtigte die Feengrotten am 18. August 1919. Die Saalfelder Feengrotten werden jedes Jahr von ungefähr 160.000 Touristen besucht und sind damit die zweithäufigste besuchte deutsche Schauhöhle nach der Atta-Höhle.

## Entstehung der Tropfsteine
Die Wachstumsgeschwindigkeit der Tropfsteine in den Feengrotten beträgt wohl das Tausendfache des Tropfsteinwachstums im Karbonatkarst. Grund dafür ist das Material der Tropfsteine, die relativ weiche Substanz Diadochit bzw. Bergbutter, ein Eisen(III)-hydroxy-Phosphat-Sulfat-Hydrat. Sie wurde bereits 1837 von August Breithaupt eingehend untersucht und beschrieben. Die Saalfelder Feengrotten sind für sie die Typlokalität (locus typicus).
Das Bergwerk befindet sich in silurischen Alaun- und Kieselschiefern. Der Lösungsvorgang ist an zum Teil mikrobakteriell induzierte oxidative Abläufe gebunden, das heißt, die Oxidation mit Sauerstoff aus dem Grundwasser führt erst zur Bildung der wasserlöslichen Substanzen, die dann abtransportiert werden. In der Grube werden verschiedene Minerale entsprechend den hydrochemischen Verhältnissen ausgefällt.
Mittlerweile wurden in den Feengrotten über 45 Minerale sicher nachgewiesen. Im Wesentlichen sind es Sulfide, Oxide, Carbonate, Sulfate, Phosphate, Vanadate, Arsenate und Silikate. Da es sich dabei um sehr unterschiedliche Substanzen mit unterschiedlichen Farben handelt, haben die Tropfsteine eine außergewöhnliche Färbung.

## Erlebniswelt Saalfelder Feengrotten

### Schaubergwerk
Die Feengrotten sind das ehemalige Alaunschieferbergwerk „Jeremias Glück“ und stehen seit 1993 als „Die farbenreichsten Schaugrotten der Welt“ im Guinness-Buch der Rekorde. Diese Bezeichnung geht auf den besonderen geologischen Hintergrund des Bergwerks zurück. Aufgrund des eisen- und mineralreichen Milieus sind viele verschiedene Farben anzutreffen; besonders bemerkenswert sind die zahlreichen verschiedenen Brauntöne.
Das Schaubergwerk besteht aus drei Sohlen, die Bezeichnung der Stockwerke in einem Bergwerk.
1. Auf der ersten Sohle werden Informationen zur Entstehung und Wissenswertes zur Arbeit, die Messungen des Markscheiders mittels des Gradbogens sowie zum Leben der Bergleute vermittelt. Auf diesem Stockwerk befindet sich auch das Emanatorium der Feengrotten – am 10. September 1937 als einer der ersten Heilstollen Deutschlands eröffnet.
2. Die zweite Sohle des Bergwerkes befindet sich 26 Meter unter Tage. Wissenschaftler suchten um 1910 nach der Quelle des aus dem Berg austretenden Wassers, dem man heilsame Wirkungen zusprach. Nach dem Fundort nannte man diese Grotten die „Quellgrotten“. Bis Mitte der 1960er Jahre wurde das sehr mineralhaltige Heilwasser verkauft. Die Heilquellen sind versiegt, aber aus einem Tiefbrunnen wird nach wie vor das leichter mineralisierte Wasser „Gralsquelle“ gefördert.
3. Der „Märchendom“ auf der dritten Sohle ist der älteste und schönste Hohlraum der Feengrotten. Das Alter der Tropfsteine beträgt hier etwa 250–300 Jahre. Eine Besonderheit ist die „Gralsburg“ im Hintergrund, gebildet aus einer Ansammlung von teils verwachsenen Tropfsteinen. Diese Kulisse inspirierte Siegfried Wagner, den Sohn des Komponisten Richard Wagner, in den 1920er Jahren, im Rahmen der Bayreuther Festspiele, zu einem Bühnenbild für die Oper Tannhäuser.

Vor dem Ausgang sieht man einen „Wurzelstalaktiten“. Er gehört zu einer über 200-jährigen, doppelstämmigen Eiche, die ihr Wurzelwerk 10 Meter tief in den Berg getrieben hat. Den Baum selbst kann man nur wenige Schritte entfernt vom Brunnentempel, in dem der Rundgang endet, sehen.

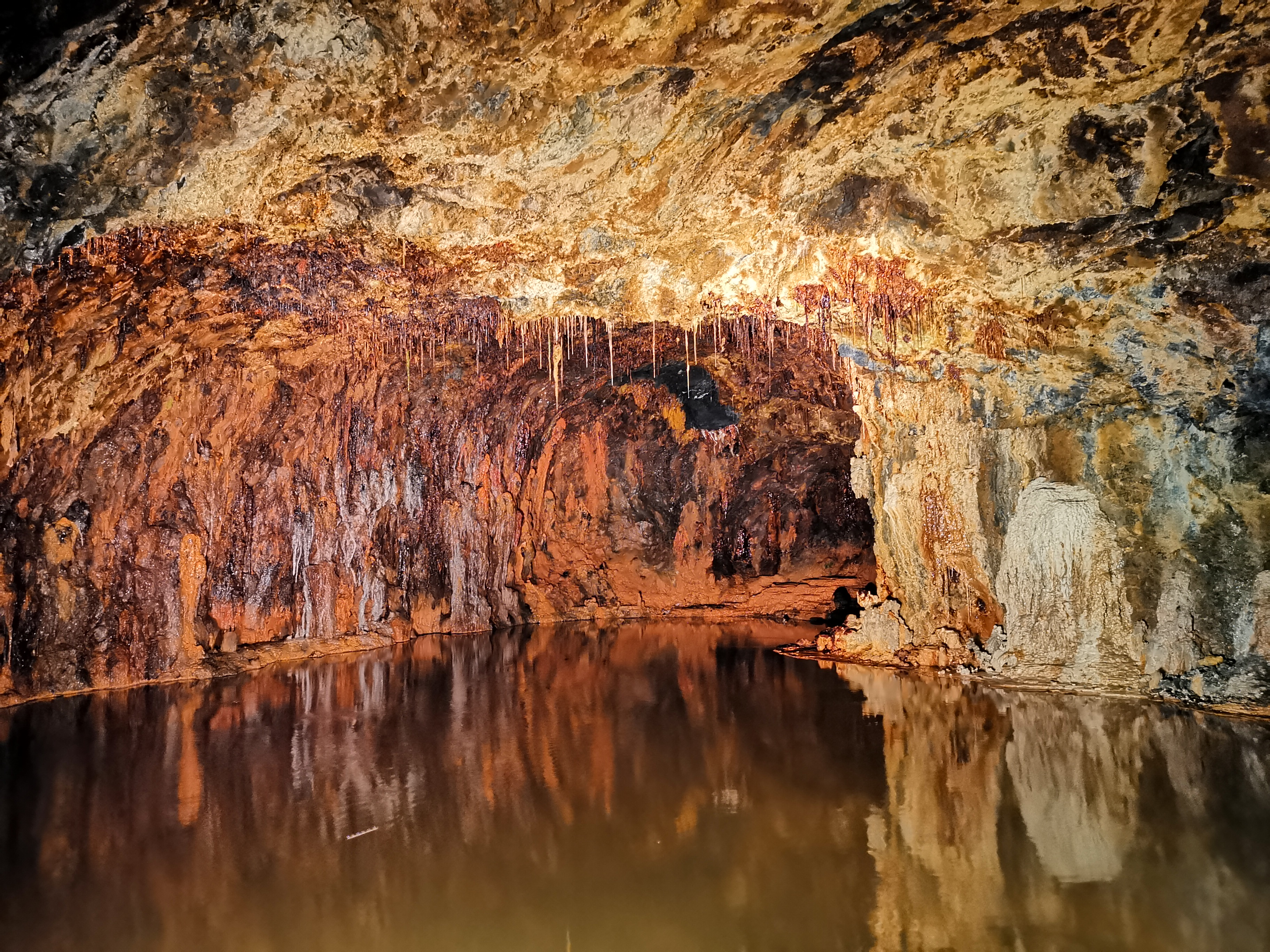
Quellgrotte
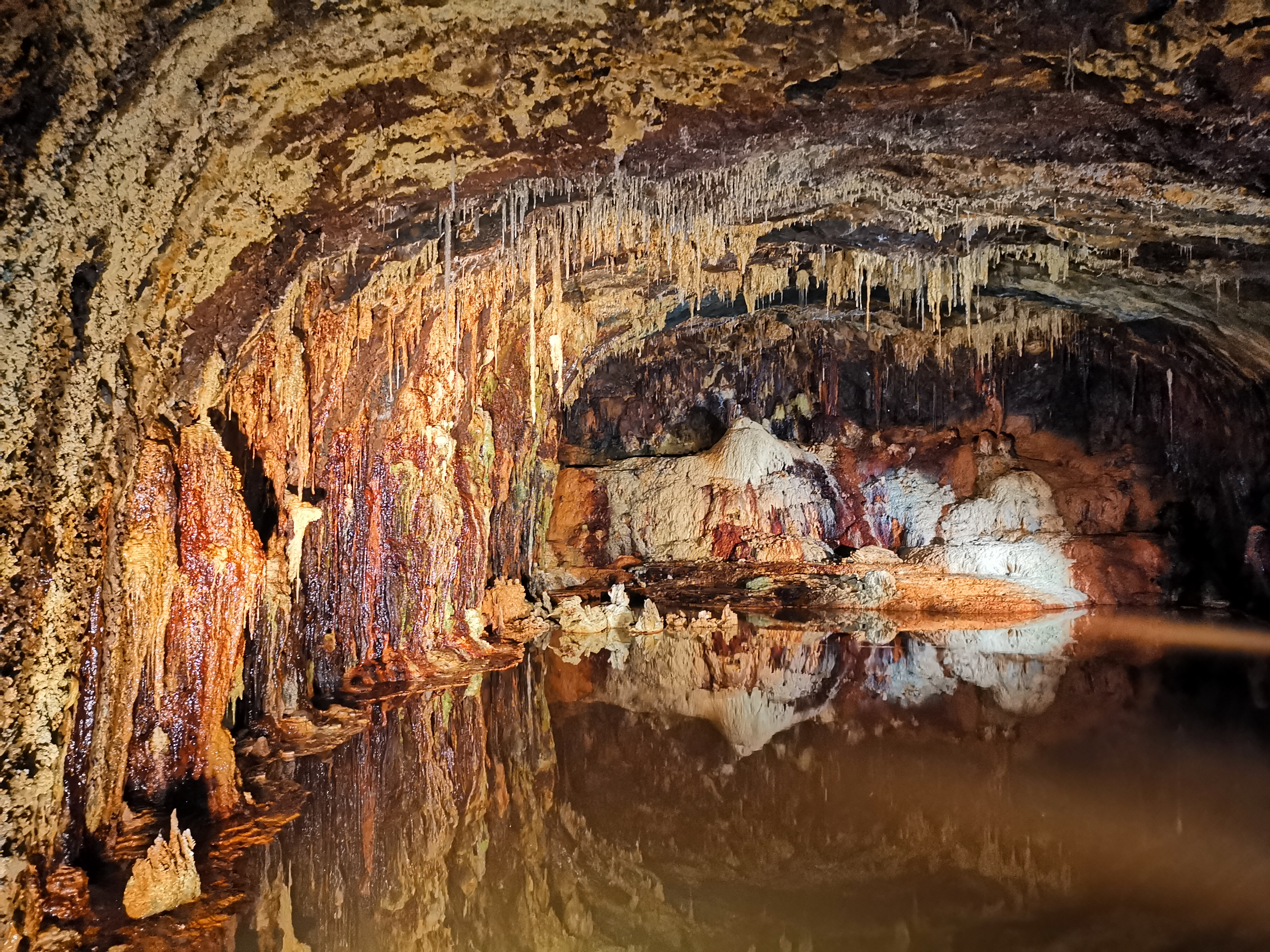
Weitere Quellgrotte
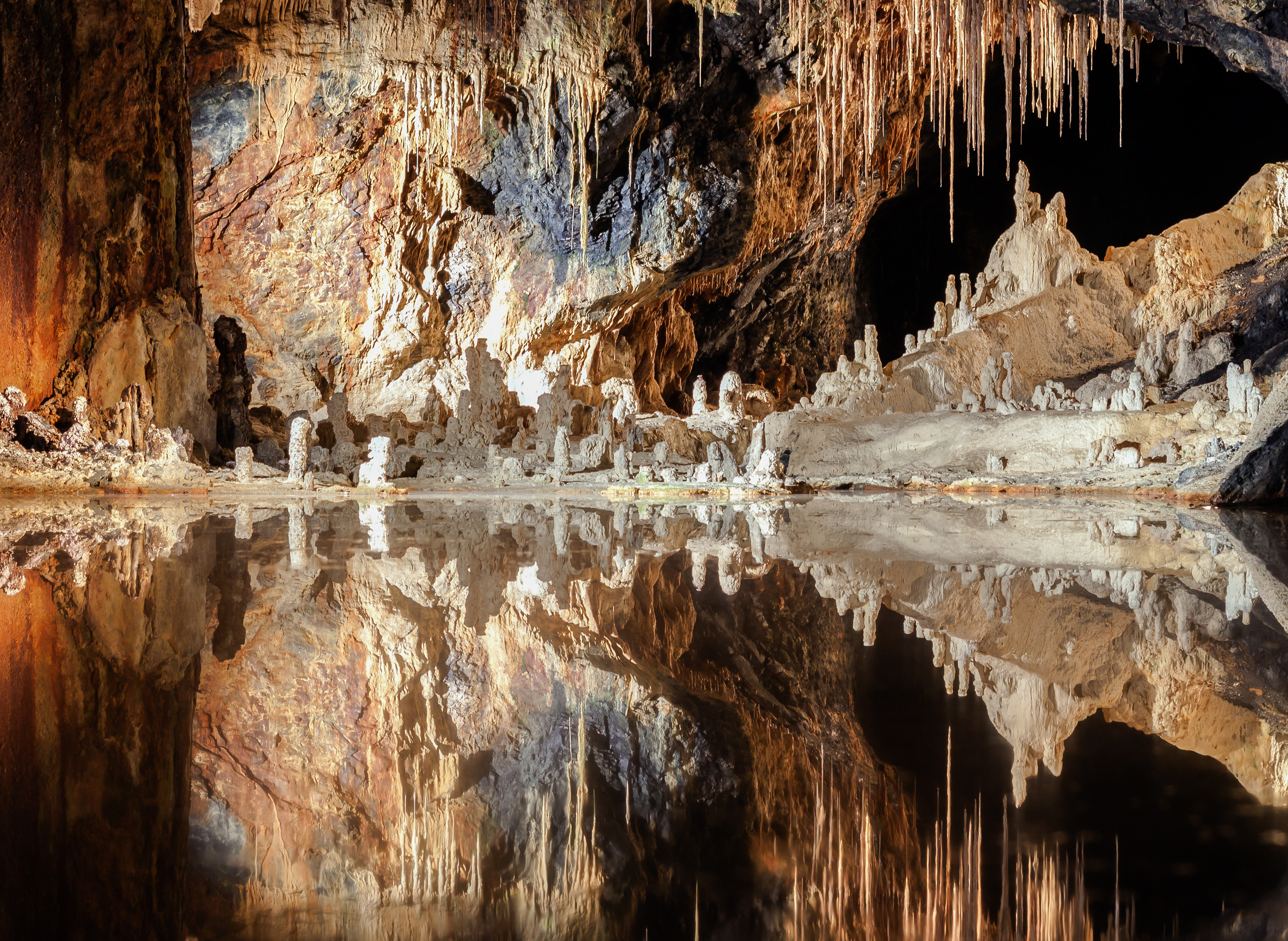
Der „Märchendom“
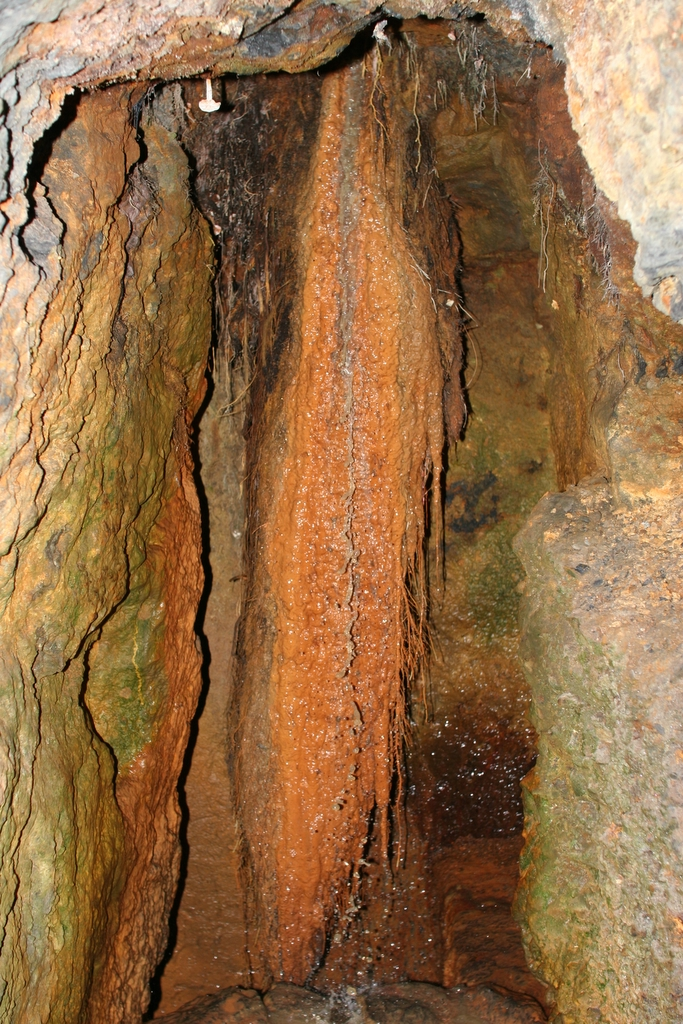
Versinterte Eichenwurzel

### Erlebnismuseum „Grottoneum“
Im Quellenhaus wurde 2011 das Erlebnismuseum „Grottoneum“ eingerichtet. In der Ausstellung werden interaktiv die Themen Bergbau, Tropfsteine und Mineralien behandelt.

### Heilstollen
Ein Teil der Höhle wird als Heilstollen genutzt. Die Heilwirkung basiert auf dem Klima unter Tage. Die Grubenluft ist äußerst rein und absolut staub-, keim-, allergen- und ozonfrei. Die Luftfeuchtigkeit beträgt ca. 98 % bei einer Temperatur von ganzjährig 10 °C. Zusätzlich ionisiert ein Hauch natürlicher Radioaktivität die Luft im Berg und bewirkt so ihren permanenten Selbstreinigungseffekt.

### Abenteuerwald „Feenweltchen“
Im Jahr 2007 wurde oberhalb des Schaubergwerks der Abenteuerwald „Feenweltchen“ eröffnet. Das „Feenweltchen“ soll die Inszenierung einer „Anderswelt“ im Wald darstellen, wo durch gezielte landschaftsarchitektonische Gestaltung sowie mittels holzbildkünstlerischer Einbauten und Klanginstallationen die Welt der Feen suggeriert wird. Nach den Passieren der Feenpforte folgt der Besucher im Irrgarten der Spur der Steine in Rindenmulch, so erschließt er sich die einzelnen Rundwege: den Garten der Feenpflanzen (Feengarten), den Hain der Lichtelfen (Licht-Garten), das Reich der Waldgeister (Dunkel-Garten), bis er über das Feenwipfelschloss wieder den Abenteuerwald „Feenweltchen“ verlässt.